# Hite Crossing Bridge
Die Hite Crossing Bridge ist eine Bogenbrücke nordwestlich von Blanding im Südosten des Bundesstaates Utah der Vereinigten Staaten. Sie führt die Utah State Route 95 über den Colorado River und ist die inoffizielle Grenze zwischen dem Lake Powell und dem Cataract Canyon, durch den der Colorado River in den Lake Powell fließt. Je nach Wasserstand dehnt sich der See bis 30 Meilen (48 km) in den Cataract Canyon hinein.
Die Hite Crossing Bridge ist die einzige befahrbare Brücke über den Colorado River zwischen der 185 Meilen (298 km) entfernten Glen Canyon Bridge und dem stromabwärts gelegenen Glen Canyon Dam und der 110 Meilen (180 km) stromaufwärts gelegenen Brücke auf der U.S. Route 191 bei Moab. Die Brücke ist in der Nähe von Hite Marina am Lake Powell. Am Nordufer, hinter der Brücke befindet sich der „Hite Airport“, ein kleiner Flugplatz und die Mündung des Dirty Devil River.

## Geschichte
Der Colorado River war ein großes Hindernis für die frühen Siedler und Entdecker dieser Region. 1880 richtete der Goldsucher Cass Hite eine Furt in der Nähe der Mündung des Dirty Devil River, rund 2 Meilen (3,2 km) stromabwärts von der heutigen Brücke, ein. Diese Furt, genannt „Dandy Crossing“, war eine der wenigen Stellen der Region, an denen Reisende den Colorado River überqueren könnte. Die Siedlung, die an der Querung bildete, wurde nach dem Namen ihres Gründers Hite benannt.
1946 baute ein Siedler namens Arthur Chaffin auf Grundlage eines alten Automotors und einem dicken Stahlseil eine Autofähre. Sie war 20 Jahre in Betrieb, bis der See die Siedlung Hite überschwemmte.
Die Brücke wurde als Teil der Neuausrichtung der State Route 95, deren Bau im Jahr 1962 genehmigt wurde, gebaut. Dies geschah im Zuge der Fertigstellung des Glen Canyon Dams, der den Lake Powell aufstaut und dessen Hochwasser die ursprüngliche Fahrbahn der Flussquerung bei Hite flutete. In der Ausschreibung erhielt der Brückenentwurf von David Sargent am 29. Juni 1963 den Zuschlag über rund 3 Mio. US-Dollar Baukosten. Sie wurde am 3. Juni 1966 eröffnet.